# Urladdning (1969)
Urladdning, amerikansk film från 1969 baserad på F.L. Greens roman Odd Man Out (i svensk översättning Jagad).

## Handling
Ett gäng planerar ett rån för att finansiera deras revolutionära kamp.

## Om filmen
Filmen hade premiär i USA den 25 juni 1969 och i Sverige den 3 november samma år. Den svenska åldersgränsen är 15 år.

## Rollista (urval)
- Sidney Poitier - Jason Higgs
- Joanna Shimkus - Cathy Ellis
- Michael Tolan - Carl Hamilton

## Utmärkelser
- Quincy Jones blev 1970 nominerad till en Grammy för sin musik i filmen.